# Sanne Davelaar
Sanne Davelaar (Achterveld, 29 juli 2005)  is een Nederlands voetbalster die uitkomt voor PEC Zwolle in de Eredivisie.

## Carrière
Davelaar begon op zesjarige leeftijd met voetballen bij SV Achterveld. Op haar 14e maakte ze de overstap naar VV Hoogland, waar ze een jaar uitkwam in de teams onder 15 en onder 16. Na een seizoen maakte ze de overstap naar de jeugdopleiding van PEC Zwolle. In de voorbereiding voor het seizoen 2023/24 mocht ze meetrainen en later ook aansluiten bij de hoofdmacht van de club. Op 30 september 2023 maakte ze haar debuut in de gewonnen uitwedstrijd tegen ADO Den Haag. Davelaar tekende op 10 mei 2024 haar eerste profcontract bij PEC Zwolle.

### Carrièrestatistieken
| Seizoen                     | Club            | Land            | Competitie         | Competitie | Competitie | Beker | Beker | Internationaal | Internationaal | Overig | Overig | Totaal | Totaal |
| Seizoen                     | Club            | Land            | Competitie         | Wed.       | Dlp.       | Wed.  | Dlp.  | Wed.           | Dlp.           | Wed.   | Dlp.   | Wed.   | Dlp.   |
| --------------------------- | --------------- | --------------- | ------------------ | ---------- | ---------- | ----- | ----- | -------------- | -------------- | ------ | ------ | ------ | ------ |
| 2023/24                     | PEC Zwolle      | Nederland       | Vrouwen Eredivisie | 3          | 0          | 0     | 0     | –              | –              | –      | –      | 3      | 0      |
| 2024/25                     | PEC Zwolle      | Nederland       | Vrouwen Eredivisie | 6          | 0          | 0     | 0     | –              | –              | 0      | 0      | 6      | 0      |
| 2025/26                     | PEC Zwolle      | Nederland       | Vrouwen Eredivisie | 0          | 0          | 0     | 0     | –              | –              | 0      | 0      | 0      | 0      |
| Carrière totaal             | Carrière totaal | Carrière totaal | Carrière totaal    | 9          | 0          | 0     | 0     | 0              | 0              | 0      | 0      | 9      | 0      |
| Bijgewerkt tot 26 juni 2025 |                 |                 |                    |            |            |       |       |                |                |        |        |        |        |